# Галерейний ліс

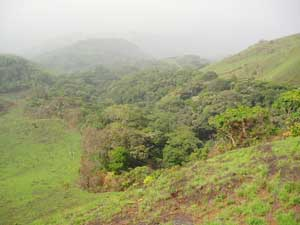
Галерейний ліс у Гвінеї

Галерейний ліс (англ. Gallery forest) — ліс, який зростає вздовж річок чи струмків, особливо серед степів, саван, використовуючи неглибокі підземні води для спожитку. Коли річка вузька, дерева різних берегів перебувають у контакті, створюючи затінені галереї. Алювій забезпечує кращий дренаж, аніж ґрунт довкола й надає більш надійну подачу води на глибині. Як наслідок, межа між галерейним лісом і навколишньою рослинністю, як правило, різка з екотоном усього в кілька метрів. Галерейні ліси зменшилися в усьому світі внаслідок діяльності людини (тиск домашньої худоби, будівництво гребель і загат).